# Žinylka

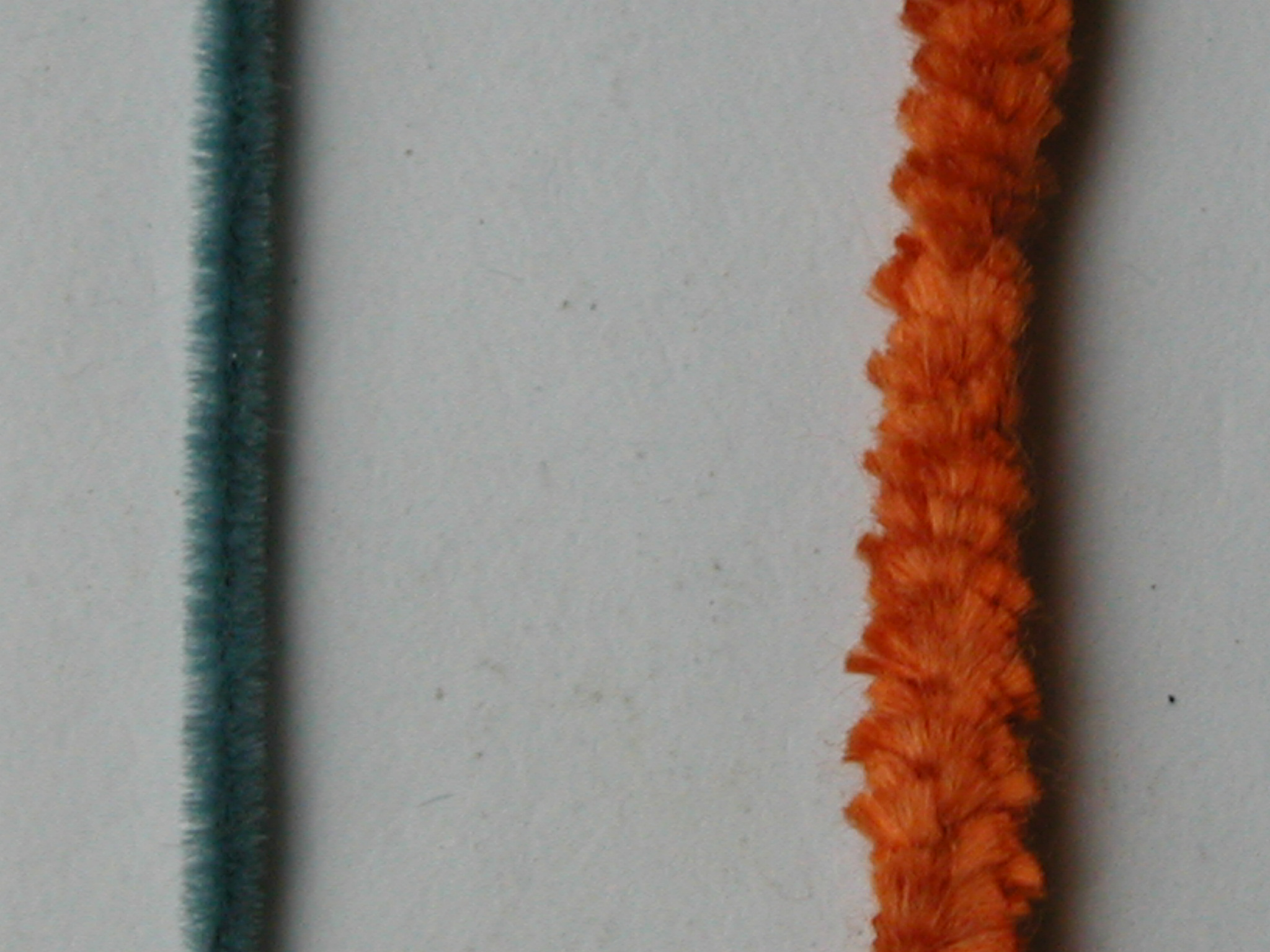
Skaná (vlevo) a povločkovaná žinylka (vpravo)

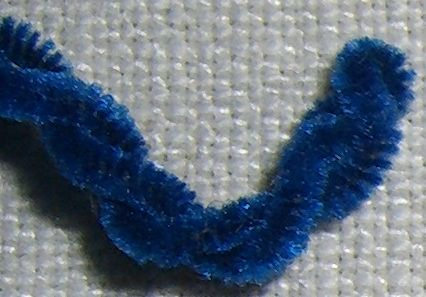
Tkaná žinylka (ze začátku 20. století)

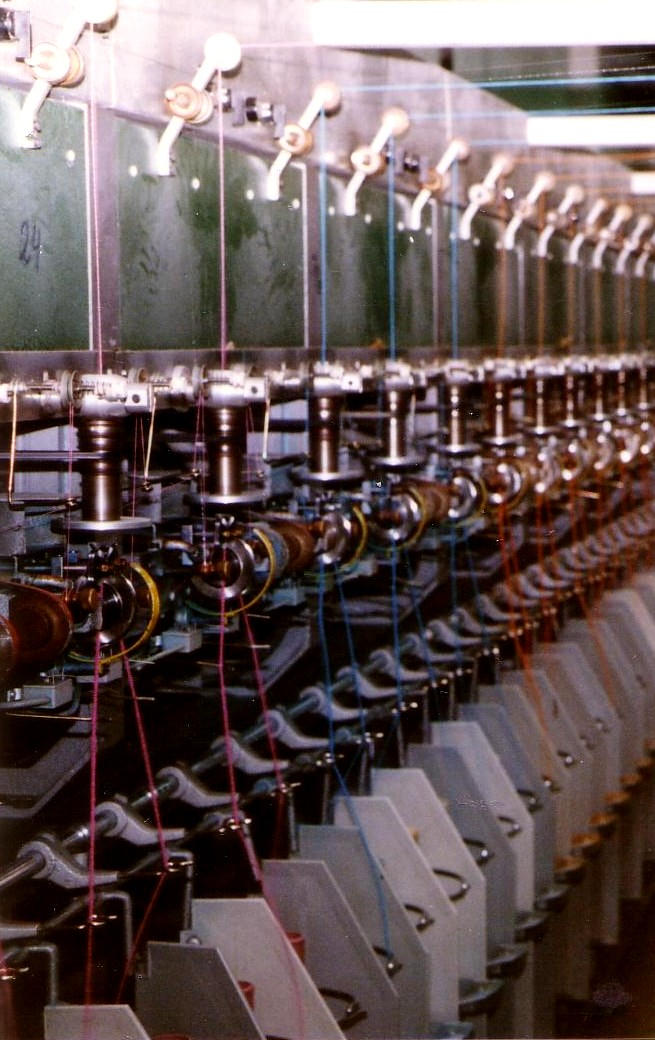
Skací stroj na výrobu žinylky (z roku 1975)

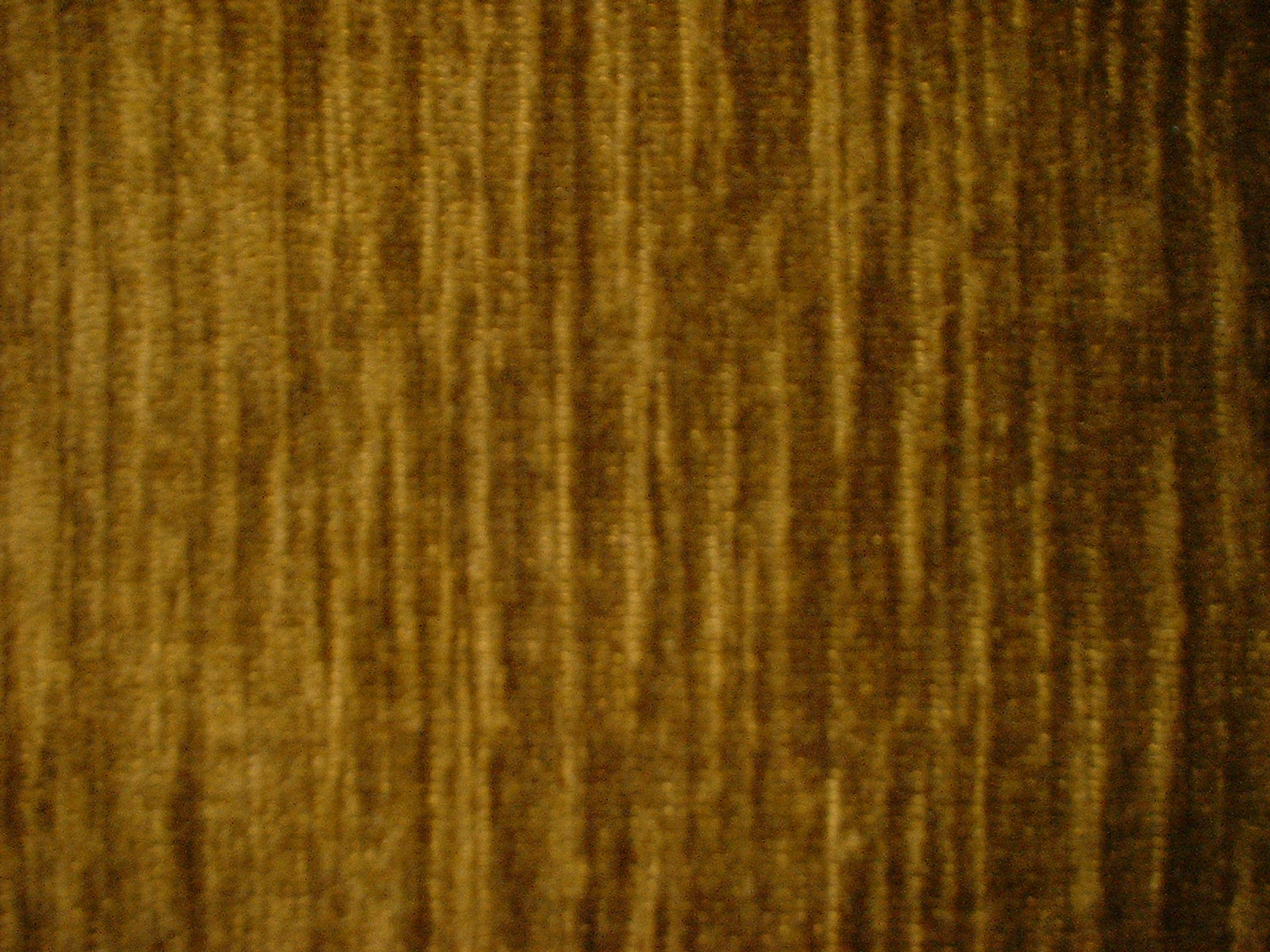
Polyakrylová dekorační tkanina: osnova z filamentu, útek ze žinylky 357 tex (Německo 1981)

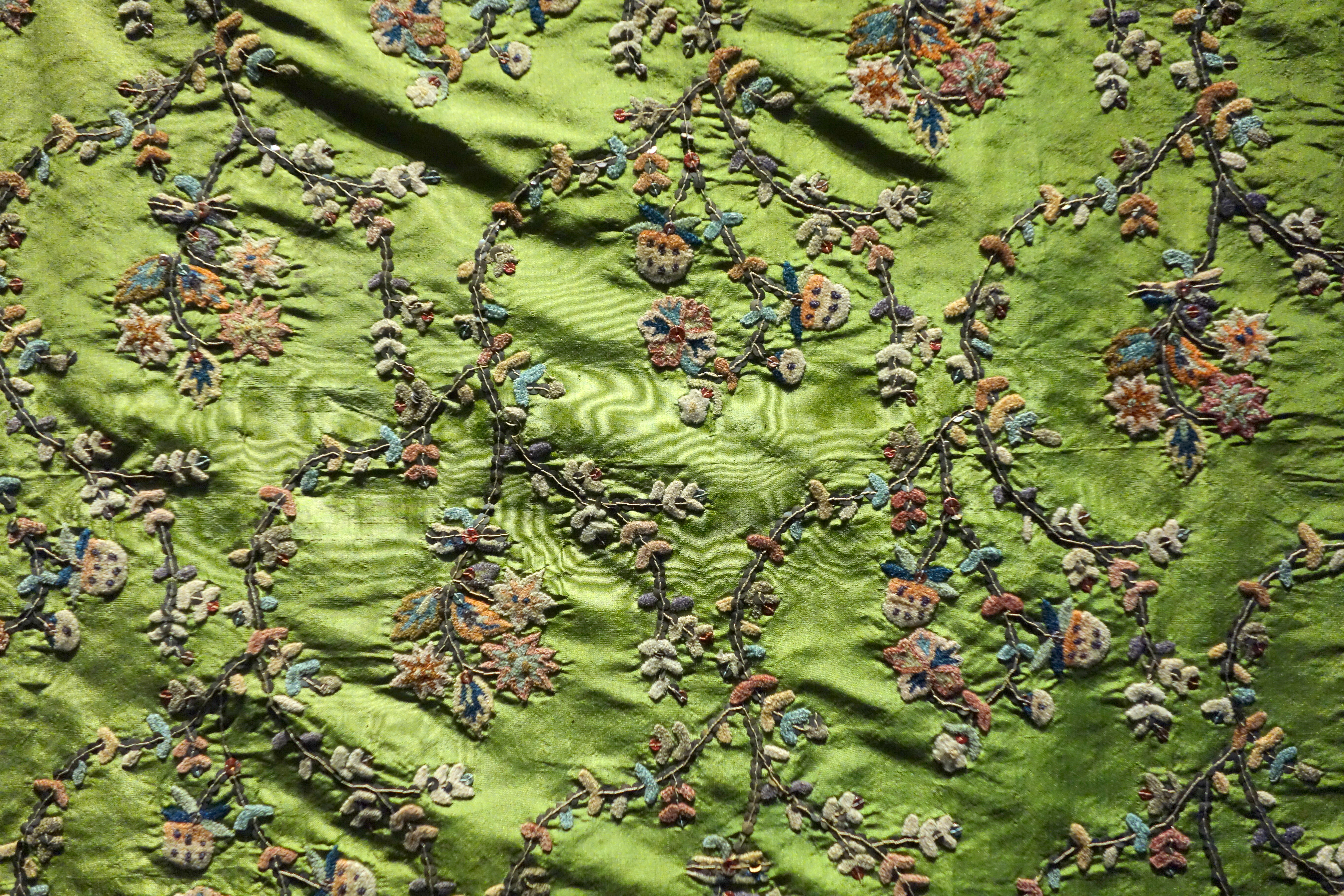
Žinylková výšivka na hedvábné tkanině (Persie na přelomu 17. a 18. století)

Žinylka (z francouzského chenille = housenka) je efektní příze housenkovitého tvaru. 

## Druhy žinylky
V odborné literatuře se uvádí: tkaná, pletená (na osnovním stroji), skaná, pozamentová, povločkovaná (z povločkovaných monofilamentů), imitovaná (efektně skaná) žinylka.

Vedle těch jsou z minulosti (asi od 17. století) i z 21. století známé žinylkové  výšivky a  krajky. 

## Technologie výroby

### Tkaná žinylka[4]
Pásy z cca 2-8 osnovních nití se protkávají útkem v plátnové nebo perlinkové vazbě, mezi pásy zůstává mezera, v jejímž středu se v hotové tkanině jednotlivé pásy oddělí přestříháním útkových nití. Šířkou mezery se určuje délka útků odstávajících z krajů pásu a tím i délka vlasu v hotové žinylce. Tkaný pás (zvaný také předdílo) se obvykle zakrucuje skaním, takže vzniká příze s kruhovým průřezem.
Tímto způsobem se žinylka začala vyrábět ve Francii kolem roku 1750 z hedvábných nití a používala se asi do 60. let 20. století zejména k výrobě tzv. žinylkových koberců. 

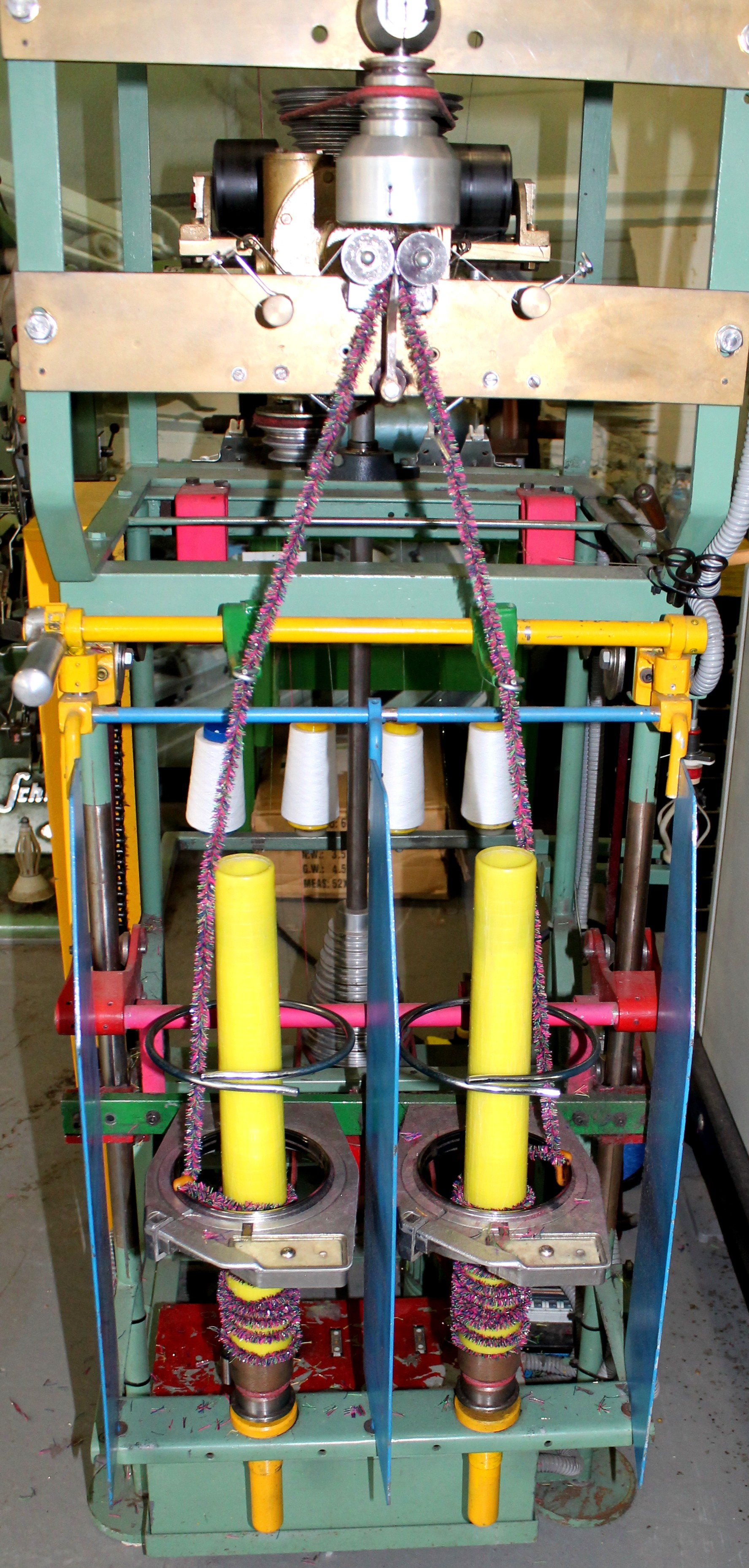
Skací jednotka žinylkového stroje

### Skaná žinylka[1][7]
Na konvenčním prstencovém skacím stroji je adaptováno zařízení pracující na následujícím principu (viz snímek skací jednotky vlevo):
Vlasová nit se ovinuje kolem plochého kovového dílce (tzv. kalibru), v jehož vnitřku rotuje kotouč s ostrou hranou, kterou se rozřezává nit na délku cca 2-5 mm. Od velikostí kalibru je závislá délka vlasu a tloušťka hotové příze. Ústřižky vlasové niti jsou vedeny kolmo mezi dvě nosné (jádrové) niti, ty se vzájemně zakrucují, stisknou vlasy a fixují jejich polohu tak, že se z nich kolem osy jádra tvoří hebký povrch příze s kruhovým průřezem.
Skací zákrut nosných nití je udáván otáčkami vřetena (max. cca 9000/min.), příze se navíjí na potáč rychlostí cca 7-10 m/min.
Tímto způsobem se dá vyrábět žinylka v jemnostech cca 80-2000 tex, ve váhovém poměru vlasových k nosným nitím cca 70/30 – 80/20. Nejčastěji se zpracovávají jednoduché příze z polyakrylu, známé jsou však i výrobky z viskózy, polyesteru i bavlny.
Žinylka pak prochází při přesoukávání z potáčů na křížové cívky elektronickou kontrolou za účelem odstranění vadných, bezvlasých míst.
S průmyslovou výrobou skané žinylky se začalo asi v roce 1970 (v Itálii). Údaje o rozsahu produkce nejsou publikovány, známé je jen, že tento druh příze je mnohostranně použitelný, např.
- jako útek ve tkaninách na závěsy a nábytkové potahy (viz snímek vpravo)
- na zátažných i osnovních pletacích strojích k výrobě módního svrchního ošacení, šálů aj.[8]
- na ruční pletení k výrobě svetrů, čepic a mnoho jiných[1]

### Žinylková výšivka
se zhotovuje tzv. žinylkovým stehem na tkaninách nebo na paličkovaném podkladě. V 21. století se vyrábějí také vyšívací stroje se speciální hlavicí pro žinylkový steh.

### Žinylková krajka
(vyrobená veřejně neznámou technologií) se nabízí v maloobchodě v několika variantách.

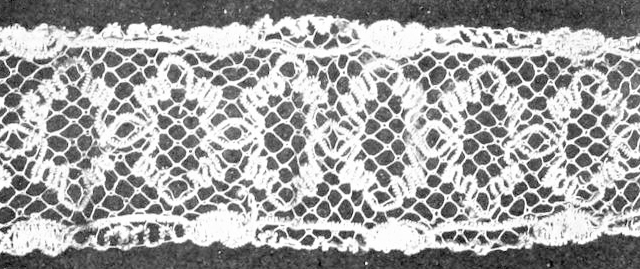
Žinylková výšivka na paličkovaném podkladě (Francie, začátek 18. století)

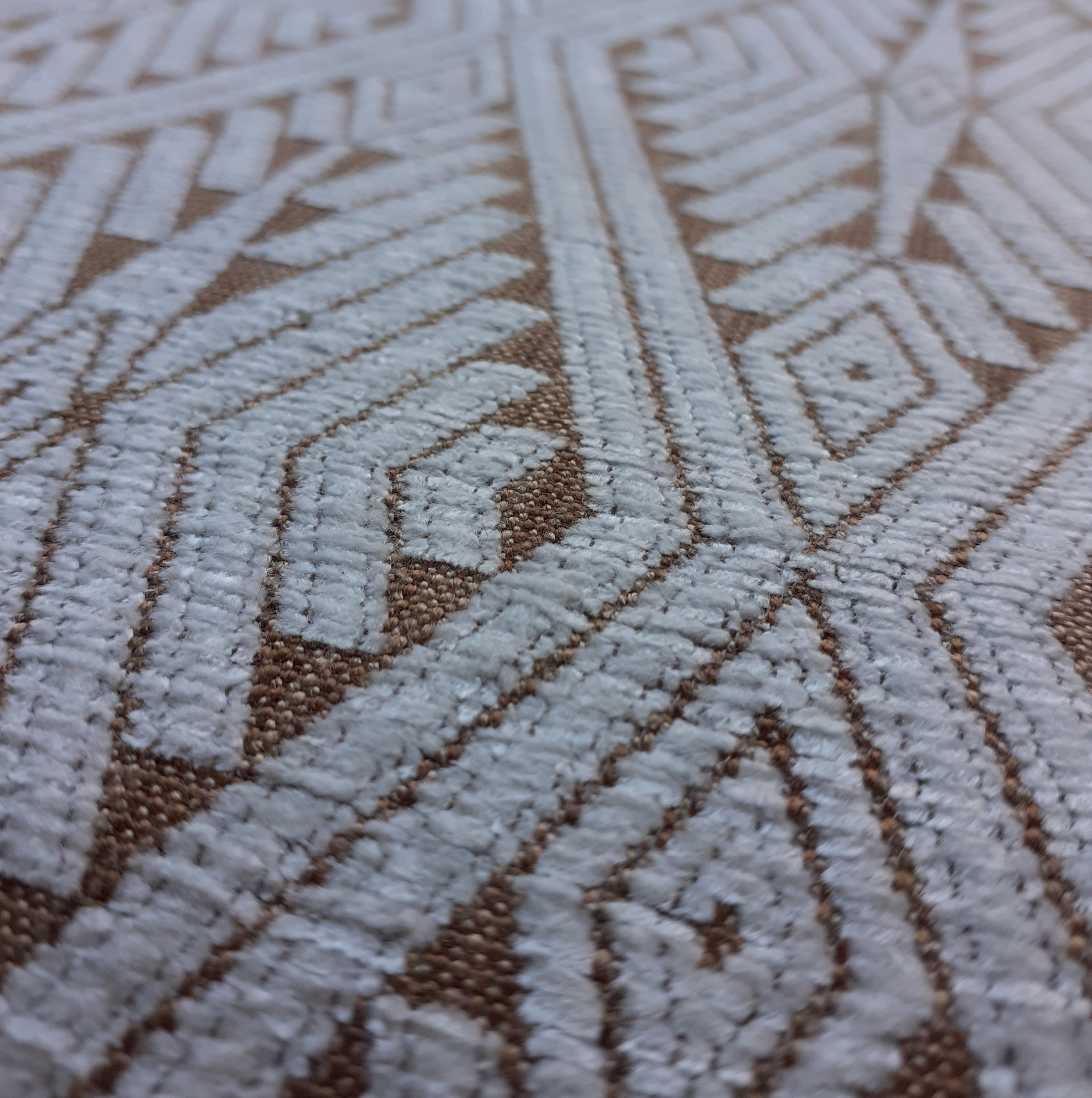
Strojní výšivka s žinylkou (Itálie asi 2020)